# Tribunus laticlavius
Tribunus laticlavius was in het Imperium Romanum een officiersrang: het ging om een jonge patriciër, begin twintig, behorend tot de senatorenstand (ordo senatorius) die (meestal) drie jaar in deze positie als tribunus militum diende ter voorbereiding voor zijn cursus honorum.
Het was dus niet de bedoeling dat hij permanent militair zou blijven: zijn carrière in het leger was het begin van een verdere politieke loopbaan, die idealiter eindigde in de senaat. De tribunus laticlavius had minder ervaring dan de tribunus angusticlavius maar was toch de tweede in bevel onder de legatus legionis, de bevelhebber van een legioen, alleen vanwege zijn hogere stand. Hij was dus de hoogste van de zes militaire tribunen in een legioen. De naam verwijst naar de brede (latus) purperen band (clavus) aan de rand van hun tunica die hun rang en stand aangaf: ook de senatoren hadden zo'n brede band, maar aan de toga; de vijf tribuni  angusticlavii hadden een smalle band. De tribunus laticlavius werd tijdens de late Republiek gekozen door de comitia tributa populi met bekrachtiging van de senaat, tijdens de Keizertijd benoemd door de princeps. Vermoedelijk benoemde de bevelhebber in de eerste eeuwen zijn tribuni zelf.
Voor Romeinse jongelingen van hogere stand was, in de tijd van de Republiek, hun gedrag tijdens deze fase van hun bestaan bepalend voor de verdere kansen op het verwerven van politieke macht. Getoonde lafheid, incompetentie, ongehoorzaamheid of overmatige trots zouden hun heel het verdere leven nagedragen worden. Militair succes daarentegen was een uitstekende opstap voor verdere roem, die alleen behaald kon worden door de verwachting te scheppen van overwinningen in de rang van praetor en uiteindelijk consul. De jaren (of soms slechts maanden) als tribunus laticlavius waren dus cruciaal in het opbouwen van zowel een goede reputatie bij de senaat als populariteit bij de kiezer.